# یواس‌اس د گرس (آی‌دی-۱۲۱۷)
یواس‌اس د گرس (آی‌دی-۱۲۱۷) (به انگلیسی: USS De Grasse (ID-1217)) یک کشتی بود که طول آن ۸۱ فوت ۲٫۵ اینچ (۲۴٫۷۵۲ متر) بود. این کشتی در سال ۱۹۱۸ ساخته شد.